# Менелтарма
Небесната колона (Менелтарма) е стръмен връх в централните области на остров Нуменор, който се споменава в измисления свят на Дж. Р. Р. Толкин. На този връх нуменорците почитали Еру.
Според някои сведения, след потъването на Нуменор, Менелтарма останал като самотен остров във Великото море.